# Robert Schnurmann
Robert Schnurmann (* 2. August 1904 in Stuttgart; † 1. April 1995) war ein deutsch-britischer Chemiker.

## Leben und Tätigkeit
Schnurmann war ein Sohn des Kaufmanns Jacob Schnurmann und seiner Frau Elsa, geb. Frank. In seiner Kindheit besuchte Schnurmann die Vorschule, eine Reformschule in Heidehof in Stuttgart und das Reformrealgymnasium in Stuttgart, das er zu Ostern 1922 mit der Reifeprüfung verließ.
Ab dem Sommersemester 1922 studierte Schnurmann an der Mathematisch-Naturwissenschaftlichen Fakultät in Heidelberg. Das Wintersemester 1922/1923 verbrachte er an der Universität Frankfurt, wo er sich mit Physik, Chemie und Mathematik befasste, um im Sommersemester 1923 nach Göttingen zu wechseln. 1927 promovierte Schnurmann mit einer von Alfred Coehn betreuten Arbeit über Raumladungen in Elektrolyten. Anschließend war er beim Institut für physikalische Chemie in Göttingen beschäftigt.
Von 1930 bis 1933 war Schnurmann Assistent von Otto Stern am Institut für physikalische Chemie der Universität Hamburg.
Nach der Machtergreifung der Nationalsozialisten im Frühjahr 1933 wurde Schnurmann aufgrund seiner jüdischen Herkunft zum 31. Juli 1933 gemäß den Bestimmungen des Berufsbeamtengesetzes aus dem Staatsdienst entlassen.
1935 fand Schnurmann eine Anstellung am Institut für Physik der Königlichen Technischen Hochschule in Stockholm. 1937 wechselte er an das Physical Chemistry Laboratory in Cambridge. Anschließend war er von 1939 bis 1942 für das Forschungslabor der London, Midland and Scottish Railway Company in Derby tätig.
Von den nationalsozialistischen Polizeiorganen wurde Schnurmann nach seiner Emigration als Staatsfeind eingestuft. Im Frühjahr 1940 setzte das Reichssicherheitshauptamt in Berlin ihn auf die Sonderfahndungsliste G.B., ein Verzeichnis von Personen, die im Falle einer erfolgreichen deutschen Invasion Großbritanniens durch die Sonderkommandos der SS-Einsatzgruppen mit besonderer Priorität ausfindig gemacht und verhaftet werden sollten.
Von 1943 bis 1956 war Schnurmann Chefphysiker am Physics Department der Manchester Oil Refinery Ltd. Später war er für die Esso Research Ltd. in Abingdon in Berks tätig.
Ab 1963 lehrte Schnurmann als Lecturer am Department of Chemical Engineering der University of Birmingham. In den 1970er Jahren wurde er dort Honorary Research Fellow. 1975 wurde er emeritiert.

## Schriften
- Freie Raumladungen in Elektrolyten, 1927.
- On the Size of Gas Bubbles in Liquids, 1943.

## Familie
Schnurmann heiratete am 22. Dezember 1938 in Derby Aina Ingeborg Nordqvist.